# Etrian Odyssey
 (novembre 2017).
Si vous disposez d'ouvrages ou d'articles de référence ou si vous connaissez des sites web de qualité traitant du thème abordé ici, merci de compléter l'article en donnant les références utiles à sa vérifiabilité et en les liant à la section « Notes et références ».
Etrian Odyssey (titre original japonais : Sekaiju no Meikyuu (世界樹の迷宮), littéralement « Le Labyrinthe de Yggdrasill ») est un jeu vidéo de type dungeon crawler sorti en 2007 sur Nintendo DS. Développé et édité par Atlus, le jeu a été conçu par Kazuya Niinou (Trauma Center: Under the Knife).
Une version remastérisée contenant les trois premiers épisodes de la série, intitulée Etrian Odyssey Origins Collection,sort le 1er juin 2023 sur Nintendo Switch et Microsoft Windows.

## Synopsis
À une époque médiévale, le sol s'ouvre, laissant la possibilité d'explorer une forêt souterraine s'étalant sur plusieurs étages : le labyrinthe d'Yggdrasil. Des guildes se mettent alors en place pour l'explorer.

## Système de jeu

### Navigation
Le joueur incarne la guilde. La vue est en 3 dimensions. L'écran supérieur sert à la navigation, dans laquelle le joueur peut avancer et reculer, ainsi qu'effectuer des quarts de tour à droite et à gauche.

### Cartographie
L'écran tactile sert à cartographier grâce à un outil de visualisation simple d'accès. Charge au joueur de dessiner les différentes dalles, la présence des portes, murs, coffres de trésor pour retrouver son chemin. La difficulté du jeu fait que l'exploration se fait petit à petit, il est donc nécessaire d'avoir une carte correcte afin de ne pas perdre de temps ni prendre de risque pour revenir en ville.

### Affrontement
Un marqueur de danger se remplit au fur et à mesure que le joueur parcourt le labyrinthe, provoquant régulièrement des affrontements. La guilde doit alors faire face à un ou plusieurs monstres possédant des forces et des faiblesses particulières. Le joueur sélectionne chacune des actions pour ses personnages (attaquer, utiliser une technique, utiliser un objet, tenter de fuir...) puis un assaut complet se déroule.
Des monstres particuliers, les FOE ont leur présence parcourt le labyrinthe, en général à la vitesse d'un pas lorsque la guilde se déplace d'une case. Certains FOEs peuvent détecter la présence d'une guilde et de la prendre en chasse. Ils sont généralement trop puissants pour que la guilde puisse s'en défaire la première fois qu'ils atteignent l'étage. Le joueur doit donc tenter d'éviter l'affrontement pour le dépasser.

### Ville
La ville d'Etria contient de nombreux bâtiments qui permettent au joueur de revendre des fournitures pour avoir de l'argent. Les fournitures permettent de débloquer des pièces d'équipement, assez onéreuses ce qui force le joueur à parcourir de nouveau la labyrinthe pour revendre des fournitures et progresser en parallèle. Il peut également faire reposer sa guilde à l'auberge, accepter des quêtes diverses et variées dans la taverne et se faire soigner à l'hôpital.

### Guilde et personnages
Le joueur peut créer jusqu'à 30 personnages de classe de son choix, puis monter une équipe d'un à cinq personnages qu'il peut composer à son goût. Le joueur peut choisir l'apparence des personnages parmi quatre (deux masculins, deux féminins) et choisir un nom.
- Lansquenet : combattant par excellence maniant l'épée ou la hache, il a des attaques polyvalentes
- Trappeur : attaquant de fond rapide, il peut attaquer avec son arc et peut créer des embuscades.
- Paladin : combattant armuré, il protège l'ensemble de son équipe et essaie de faire diversion pour attirer les attaques de l'adversaire
- Guérisseur : il connaît des techniques pouvant soigner, ressusciter
- Chasseur : combattant au fouet ou à l'épée, il peut augmenter ses dommages si son adversaire subit certains effets
- Barde : personnage de support, il peut chanter des chansons pendant plusieurs tours de jeu pour donner des bonus à son équipe
- Alchimiste : lanceur de sorts, il connaît la magie élémentale et peut empoisonner son adversaire

Les deux classes suivantes ne sont pas disponibles au début de la partie.
- Samouraï : combattant au katana à faible défense, il peut adopter des postures pour bénéficier d'attaques variées.
- Sorcier : lanceur de sort, comme le Chasseur il peut maudire son adversaire pour lui donner des effets négatifs.

À chaque fois qu'il termine un combat, l'expérience est distribuée aux membres de l'équipe survivants. Passés certains paliers, ceux-ci augmentent de niveau, améliorent leurs statistiques et gagnent un point de compétence supplémentaire qu'ils peuvent distribuer pour améliorer celles qu'ils connaissent ou en apprendre de nouvelles.

## Contenu
Le labyrinthe est coupé en cinq strates (plus une secrète), qui comportent elles-mêmes cinq étages. Cela peut paraitre court, mais il n'en est rien ! Rien que pour faire très rapidement le tour du labyrinthe en trichant via l'action replay (toutes les cartes + personnages au niveau max.), il vous faudra 50 heures ! Quelques boss accroitront encore la difficulté, notamment la Fourmireine au niveau -12 ou les trois dragons Drago, Draco et Wyrim au niveau -30.
La ville où vous évoluez se compose d'une auberge (sauvegarde/soin), du hall des guildes (administration de votre guilde), de l'hôpital (vente de remèdes/résurrection), de l'échoppe d'Oriana (achat/vente), du radha (missions dans le labyrinthe/bestiaire/compendium), de la taverne du cerf (quêtes/nouveautés/informations) et d'un accès au labyrinthe.

## Équipe de développement
- Game design : Kazuya Niinou
- Character design : Yuuji Himukai
- Design des monstres : Shin Nagasawa
- Scénario : Shigeo Komori
- Musique : Yuzo Koshiro

## Accueil
- Jeuxvideo.com : 15/20[2]